# Yamanashi
Yamanashi (山梨市, Yamanashi-shi) és una ciutat de la prefectura de Yamanashi, al Japó.
L'any 2015 tenia una població estimada de 34.969 habitants i una densitat de població de 121 persones per km². L'àrea total de la ciutat és de 289.80 km².

## Geografia
Yamanashi està situada a la regió centra-nord de la prefectura de Yamanashi.

## Història
La vila de Yamanashi fou fundada l'1 de juliol de 1942 com a resultat de la fusió de dos llogares del districte de Higashiyamanashi. Yamanashi esdevingué ciutat l'1 de juliol de 1954. El 22 de març de 2005, Yamanashi va abosrbir el poble de Makioka i la vila de Mitomi (ambdues municipalitats del districte de Higashiyamanashi).

## Economia
L'economia de Yamanashi es basa principalment en l'horticultura, amb raïm i préssecs com a productes més notables.

## Llocs d'interés
- El «poble Heidi», parc temàtic inspirat en l'obra major Heidi de Johanna Spyri.[2]

## Agermanament
- – Sioux City, Iowa, EUA, des del 6 de novembre de 2003[3]
- – Xiaoshan, Hangzhou, Zhejiang, Xina, des del 14 d'octubre de 1993 (ciutat amiga)[4]